# БК Балкан
Баскетболен клуб „Балкан“ е български отбор от град Ботевград. Клубът е участник в Националната баскетболна лига. Играе своите мачове в завършената през 2014 г. зала "Арена Ботевград“ , която е с капацитет от 4000 места.

## Успехи
- 7 пъти шампион на България – 1974, 1987, 1988, 1989, 2019, 2022, 2023
- 6 пъти вицешампион на България – 1972, 2008, 2015, 2016, 2018, 2024
- 6 пъти бронзов медалист – 1973, 1975, 1976, 1982, 1990, 2010
- 4 пъти носител на купата на България – 1970, 1986, 1987, 1988